# اتحاد الكتاب التونسيين
اتحاد الكتاب التونسيين هو جمعية تونسية ذات صبغة ثقافية تأسست في مطلع السبعينات وتحصلت على تأشيرة العمل القانوني بتاريخ 17 مارس 1971. يضم الاتحاد 400 عضو من مختلف الميادين الأدبية (قصة، رواية، شعر) والبحثية (تاريخ، حضارة...) دون أن يشمل عددا كبيرا آخر من الكتاب ممن اختاروا الاستقلالية أو انضموا إلى رابطة الكتاب الأحرار غير المرخص لها.

## هياكل الاتحاد
يعقد اتحاد الكتاب جلسة عامة انتخابية مرة كل ثلاث سنوات، وهي تضم كل الأعضاء المنخرطين ممن سددوا اشتراكاتهم. وتفرز الجلسة العامة الهيئة المديرة الجديدة التي تتولى تسيير الاتحاد لمدة نيابية. وتتركب من:
1. رئيس : يتولى تسيير الهيئة وينفذ قراراتها ويمثل الاتحاد في جميع الظروف وخاصة أمام المحاكم ؛
2. مساعد للرئيس : ينوب الرئيس ولا يقوم بنفس أعماله إلا بتفويض منه ؛
3. كاتب عام : مكلف بتحرير الاستدعاءات ومسك دفتر الجلسات والمراسلات ؛
4. أمين مال : مكلف بالمالية دخلا وصرفا ؛
5. أمين مال مساعد ؛
6. عضو مكلف بالندوات والدراسات ؛
7. عضو مكلف بالأعلام والنشر ؛
8. عضو مكلف بالفروع والنوادي ؛
9. عضو مكلف بالعلاقات الخارجية.

وقد عقد آخر مؤتمر لاتحاد الكتاب يومي 27-28 ديسمبر 2008، وأفرز هيئة جديدة على رأسها الشاعرة جميلة الماجري.

## رؤساء اتحاد الكتاب
1. محمد مزالي (1971 - 1981)
2. محمد العروسي المطوي (1981 - 1991)
3. الميداني بن صالح (1991 - 2006)
4. صلاح الدين بوجاه ( 2006-2008)
5. جميلة الماجري (منذ ديسمبر 2008)[2]

## منشورات الاتحاد
1. مجلة المسار وهي فصلية صدر عددها الأول في خريف 1988، وأدارها في أول عهدها محمد العروسي المطوي ثم الميداني بن صالح.